# Подленж
Подленж (пол. Podłęż) — село в Польщі, у гміні Мацейовиці Ґарволінського повіту Мазовецького воєводства.
Населення — 376 осіб (2011).
У 1975—1998 роках село належало до Седлецького воєводства.

## Демографія
Демографічна структура станом на 31 березня 2011 року:
|          | Загалом | Допрацездатний вік | Працездатний вік | Постпрацездатний вік |
| -------- | ------- | ------------------ | ---------------- | -------------------- |
| Чоловіки | 188     | 51                 | 106              | 31                   |
| Жінки    | 188     | 39                 | 93               | 56                   |
| Разом    | 376     | 90                 | 199              | 87                   |